# Uithangende cijfers

Uithangende cijfers

Uithangende cijfers, ook mediëvalcijfers genoemd, zijn een vorm van Arabische cijfers die beter opgaan in de lopende tekst dan tabelcijfers. Deze methode werd vroeger meer toegepast dan tegenwoordig, vandaar dat ze in het Engels ook wel bekendstaan als old-style numerals. Met de opkomst van modernere dtp-technieken wordt het gebruik echter weer vergemakkelijkt, alhoewel niet elk lettertype ze kent.

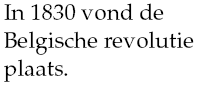
Tabelcijfers

Vaak worden getallen tegenwoordig als tabelcijfer gezet. De Nederlandse naam 'tabelcijfer' is lichtelijk verwarrend; in het Engels heten deze cijfers ook wel titling figures (titelcijfers) of simpelweg majuscule numerals (wat zoiets als hoofdlettercijfers betekent), aangezien zij dezelfde grootte als hoofdletters hebben. Dit heeft tot gevolg dat een jaartal bijvoorbeeld erg afsteekt tegen de rest van de tekst.

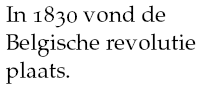
Uithangende cijfers

De uithangende cijfers gaan qua vorm en positie meer mee met de normale tekst. De 3, 4, 5, 7 en 9 steken meestal door de lijn heen, net als de staart van de g en de j. De 8 en de 6 steken iets naar boven uit, en hebben meestal de hoogte van een 'b' en een 'd'. De 0, 1 en de 2 zijn vaak net zo groot als een 'x'. Bij enkele lettertypes zijn de vormen van sommige cijfers wat afwijkend. Veel lettertypes gemaakt door de familie Didot in Frankrijk hadden een '3' die naar boven uitstak, een vorm die nog steeds voorkomt in sommige Franse lettertypen.

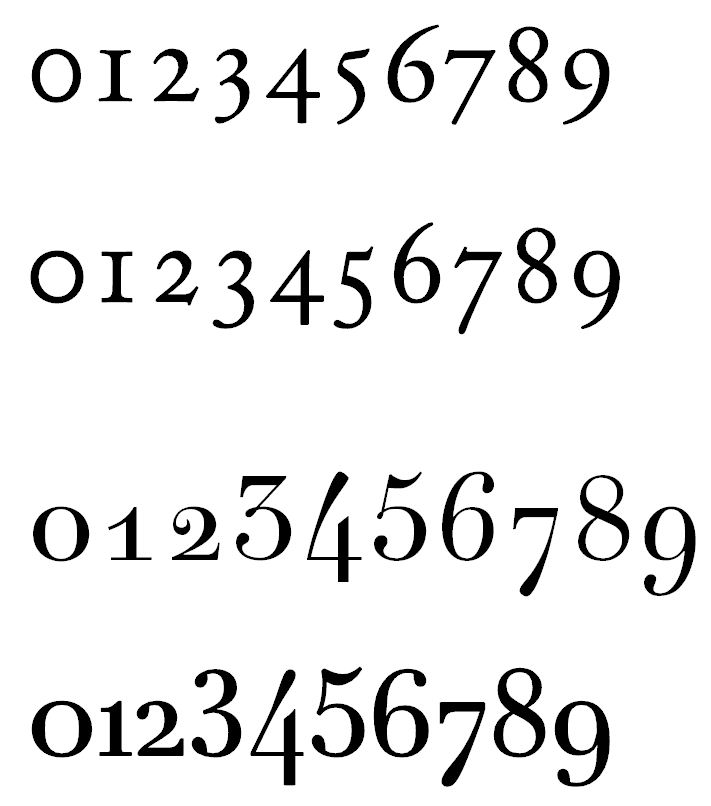
uithangende cijfers in verschillende lettertypes: Adobe Garamond, Adobe Caslon, Theano Didot and Essonnes Text

Het gebruik van de mediëvalcijfers kwam op vanaf de 12e eeuw, toen de Romeinse cijfers werden vervangen door de Arabische cijfers. Sinds de 19e eeuw zijn tabelcijfers echter de gewoonte in lopende tekst, alhoewel uithangende cijfers in boeken nog wel gevonden kunnen worden. De Linotype- en Monotype-machines hebben al die tijd namelijk wel de mogelijkheid gehad om ze te maken, maar met de opkomst van het fotografisch zetten zijn ze verder in onbruik geraakt.
Met de opkomst van OpenType is het gebruik van alternatieve karakters gemakkelijker gemaakt en tegenwoordig zijn er verschillende digitale lettertypen die beide opties bieden. De meeste lettertypen bieden echter maar één optie, namelijk tabelcijfers. Een uitzondering is het lettertype Georgia dat standaard uithangende cijfers gebruikt.